# Arroyo San Martín
Der Arroyo San Martín, auch als Arroyo del San Martín bzw. Arroyo de San Martín bezeichnet, ist ein Fluss im Westen Uruguays.
Er entspringt auf dem Gebiet des Departamento Soriano in der Cuchilla del Durazno bzw. laut Orestes Araújo in der Cuchilla del Bizcocho südöstlich von José Enrique Rodó. Von dort verläuft er in Ost-West-Richtung und mündet schließlich als rechtsseitiger Nebenfluss nördlich von Castillos in den Río San Salvador.